# Elise Uijen
Elise Uijen (* 23. Juni 2003 in Herpen) ist eine niederländische Radrennfahrerin, die auf der Straße aktiv ist.

## Sportlicher Werdegang
Als Juniorin machte Uijen vorrangig durch ihre Ergebnisse im Einzelzeitfahren auf sich aufmerksam. Bei den Europameisterschaften 2020 wurde sie Junioren-Europameisterin, 2021 stand sie als Dritte erneut auf dem Podium.
Mit dem Wechsel in die U23 erhielt Uijen zur Saison 2022 direkt einen Vertrag bei UCI Women’s WorldTeam DSM. Im ersten Jahr blieb sie ohne nennenswerte Platzierungen, gewann jedoch bei der Tour de Romandie Féminin das Bergtrikot. 2023 erzielte sie mit dem Gewinn der letzten Etappe der Setmana Ciclista Valenciana ihren ersten Sieg als Radprofi.

## Erfolge
2020
- Junioren-Europameisterin – Einzelzeitfahren
- niederländische Junioren-Meisterin – Einzelzeitfahren

2020
- Junioren-Europameisterschaften – Einzelzeitfahren

2022
- Bergwertung Tour de Romandie Féminin

2023
- eine Etappe Setmana Ciclista Valenciana